# Trzcińskie Mokradła
Trzcińskie Mokradła este o arie protejată (sit de importanță comunitară — SCI) din Polonia întinsă pe o suprafață de 75,29 ha, integral pe uscat.

## Localizare
Centrul sitului Trzcińskie Mokradła este situat la coordonatele 50°52′54″N 15°53′51″E / 50.8818°N 15.8974°E.

## Înființare
Situl Trzcińskie Mokradła a fost declarat sit de importanță comunitară în octombrie 2009 pentru a proteja 3 specii de animale.

## Biodiversitate
Situată în ecoregiunea continentală, aria protejată conține 4 habitate naturale: Fânețe de joasă altitudine (Alopecurus pratensis, Sanguisorba officinalis), Mlaștini turboase de tranziție și turbării mișcătoare, Păduri acidofile de stejar bătrân cu Quercus robur pe câmpii nisipoase, Mlaștini împădurite.
La baza desemnării sitului se află mai multe specii protejate de  nevertebrate (3): fluturele purpuriu (Lycaena dispar), Phengaris nausithous, Phengaris teleius.